# NHK高田ラジオ中継放送所
NHK高田ラジオ中継放送所（エヌエイチケイたかだラジオちゅうけいほうそうじょ）は、新潟県上越市にあるNHK新潟放送局中波放送中継局の送信施設。放送局としての名称はNHK高田放送局（中継局は通称）である。

## 沿革
- 1941年12月31日 - 日本放送協会、高田臨時放送所を開設（太平洋戦争開戦に伴う電波管制による）
- 1945年10月26日 - 高田中継放送所に改称
- 1950年6月6日 - 廃止
- 1953年5月2日 - NHK高田放送局開局（ラジオ第1放送開始）[1]

## 概要
- 当中継局は、上越市藤塚に置かれ、上越地方の広範囲に電波を発射している。
- なお、テレビとFM放送の中継局については高田中継局を、新潟放送ラジオの中継局についてはBSN高田ラジオ中継局をそれぞれ参照のこと。

## 送信施設概要
| 放送局名             | 周波数  | 空中線電力 | 放送対象地域 | 放送区域内世帯数 | 開始年月日     |
| NHK新潟ラジオ第1放送 | 792kHz  | 1kW        | 新潟県       | 約10万世帯       | 1953年5月2日   |
| NHK新潟ラジオ第2放送 | 1359kHz | 100W       | 全国         | 約-世帯          | 1956年12月15日 |

- 呼出符号は、第1放送がJOQX、第2放送がJOQVであったが、1967年11月1日に廃止された。
- なお、呼出符号｢JOQV｣は1993年10月1日に開局したエフエム名古屋（現：ZIP-FM）に、｢JOQX｣は1997年4月1日に開局した高知さんさんテレビにそれぞれ再割り当てされた。